# Giovanni Scalzo
Giovanni Scalzo (Messina, 17 de marzo de 1959) es un deportista italiano que compitió en esgrima, especialista en la modalidad de sable.
Participó en cuatro Juegos Olímpicos de Verano entre los años 1980 y 1992, obteniendo en total cuatro medallas: plata en Moscú 1980, oro en Los Ángeles 1984 y dos bronces en Seúl 1988. Ganó tres medallas en el Campeonato Mundial de Esgrima entre los años 1982 y 1993, y una medalla en el Campeonato Europeo de Esgrima de 1983.

## Palmarés internacional
| Juegos Olímpicos   | Juegos Olímpicos             | Juegos Olímpicos  | Juegos Olímpicos  |
| Año                | Lugar                        | Medalla           | Prueba            |
| ------------------ | ---------------------------- | ----------------- | ----------------- |
| 1980               | Moscú (URSS)                 | Medalla de plata  | Sable por equipos |
| 1984               | Los Ángeles (Estados Unidos) | Medalla de oro    | Sable por equipos |
| 1988               | Seúl (Corea del Sur)         | Medalla de bronce | Sable individual  |
| 1988               | Seúl (Corea del Sur)         | Medalla de bronce | Sable por equipos |
| Campeonato Mundial |                              |                   |                   |
| Año                | Lugar                        | Medalla           | Prueba            |
| 1982               | Roma (Italia)                | Medalla de plata  | Sable por equipos |
| 1983               | Viena (Austria)              | Medalla de bronce | Sable por equipos |
| 1993               | Essen (Alemania)             | Medalla de plata  | Sable por equipos |
| Campeonato Europeo |                              |                   |                   |
| Año                | Lugar                        | Medalla           | Prueba            |
| 1983               | Lisboa (Portugal)            | Medalla de oro    | Sable individual  |